# 龙山越国贵族墓群
龙山越国贵族墓群位于浙江省湖州市安吉县递铺镇西北约12公里处的古城村龙山东麓。2013年5月列入第七批全国重点文物保护单位。

## 考古发掘
2004年11月至2005年1月，浙江省文物考古研究所与安吉县博物馆对编号为安龙D141M1的墓葬进行了抢救性发掘，墓葬东部封土遭当地村民挖土烧砖所破坏，墓内严重被盗，但仍出土了包括龙形玉佩在内的珍贵文物。